# Серпоквітка Флотова
Серпоквітка Флотова (Harpanthus flotovianus) — вид печіночників родини землекелихових (Geocalycaceae).

## Поширення
Батьківщиною є Європа (у т. ч. Ісландія й Шпіцберген), Азія, Північна Америка (у т. ч. Гренландія).
Вид живе в бідних вапном, але багатих основами, багатих світлом, вологих місцях на ґрунті з перегноєм, піском або гравієм, на торфі, на сильно забруднених скелях або, рідше, на вологій, гнилій деревині. Це весняні луки, береги струмків, мокрі узбіччя та насипи.

## Характеристика
Утворює світло- чи жовто-зелені, іноді від світло-коричневого до червонуватого кольору, губчасті і часто досить високі галявинки чи спорадично росте серед інших мохів. Сланкі чи прямовисні рослини мають довжину до 8 сантиметрів і ширину до 3 міліметрів. Округле листя яйцеподібної форми з коротким краєм на кінчику або розділене на дві тупі, рідко загострені частки з коротким серпоподібним розрізом. Нижнє листя приблизно вдвічі коротше за бокові листки, зазвичай від яйцювато-ланцетних до ланцетних або рідко дволопатеві. Основа листа виступає зі стебла, а кінчик листа загнутий до стебла. Клітини листя мають тонкі стінки і мають розміри від 20 до 30 на 28-40 мікрометрів у центрі листа. У кожній клітині є приблизно від 4 до 8 круглих або овальних масляних тілець. Вид дводомний. Спорогони зустрічаються дуже рідко. Живці або не задокументовані, або дуже рідкісні. Поширення, ймовірно, відбувається переважно через фрагменти листя та пагонів.